# Colobocus conspersa
Colobocus conspersa är en insektsart som först beskrevs av Puton 1888.  Colobocus conspersa ingår i släktet Colobocus och familjen Dictyopharidae. Inga underarter finns listade i Catalogue of Life.